# 1. Jahrhundert v. Chr.
Portal Geschichte | Portal Biografien | Aktuelle Ereignisse | Jahreskalender | Tagesartikel

◄ |
2. Jt. v. Chr. |
1. Jahrtausend v. Chr. |  

◄ |
3. Jh. v. Chr. |
2. Jh. v. Chr. |
1. Jahrhundert v. Chr. |
1. Jh. |
2. Jh. |
► 

90er v. Chr. |
80er v. Chr. |
70er v. Chr. |
60er v. Chr. |
50er v. Chr. |
40er v. Chr. |
30er v. Chr. |
20er v. Chr. |
10er v. Chr. |
0er v. Chr.

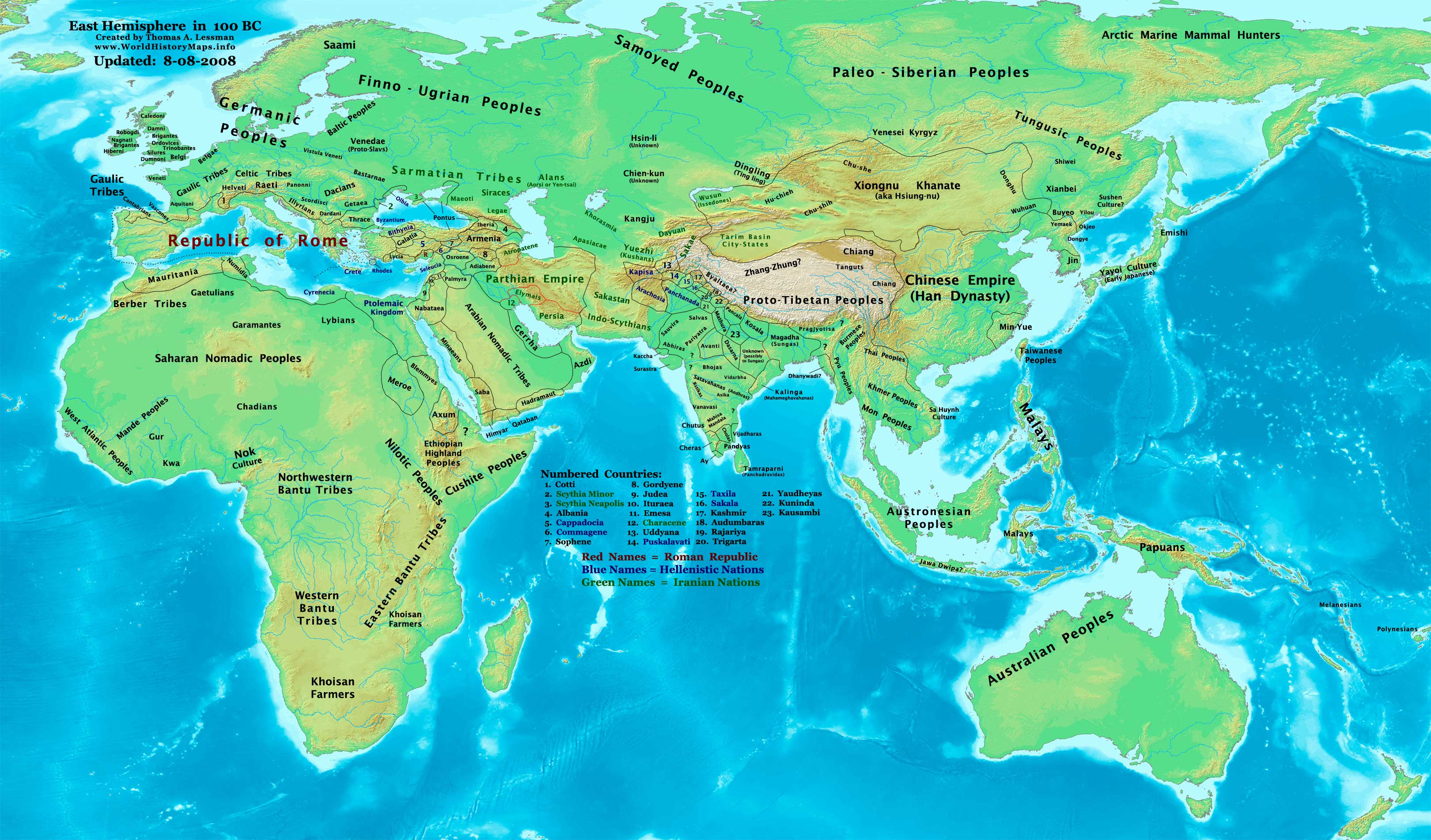
Die östliche Hemisphäre zu Beginn des 1. Jahrhunderts v. Chr.

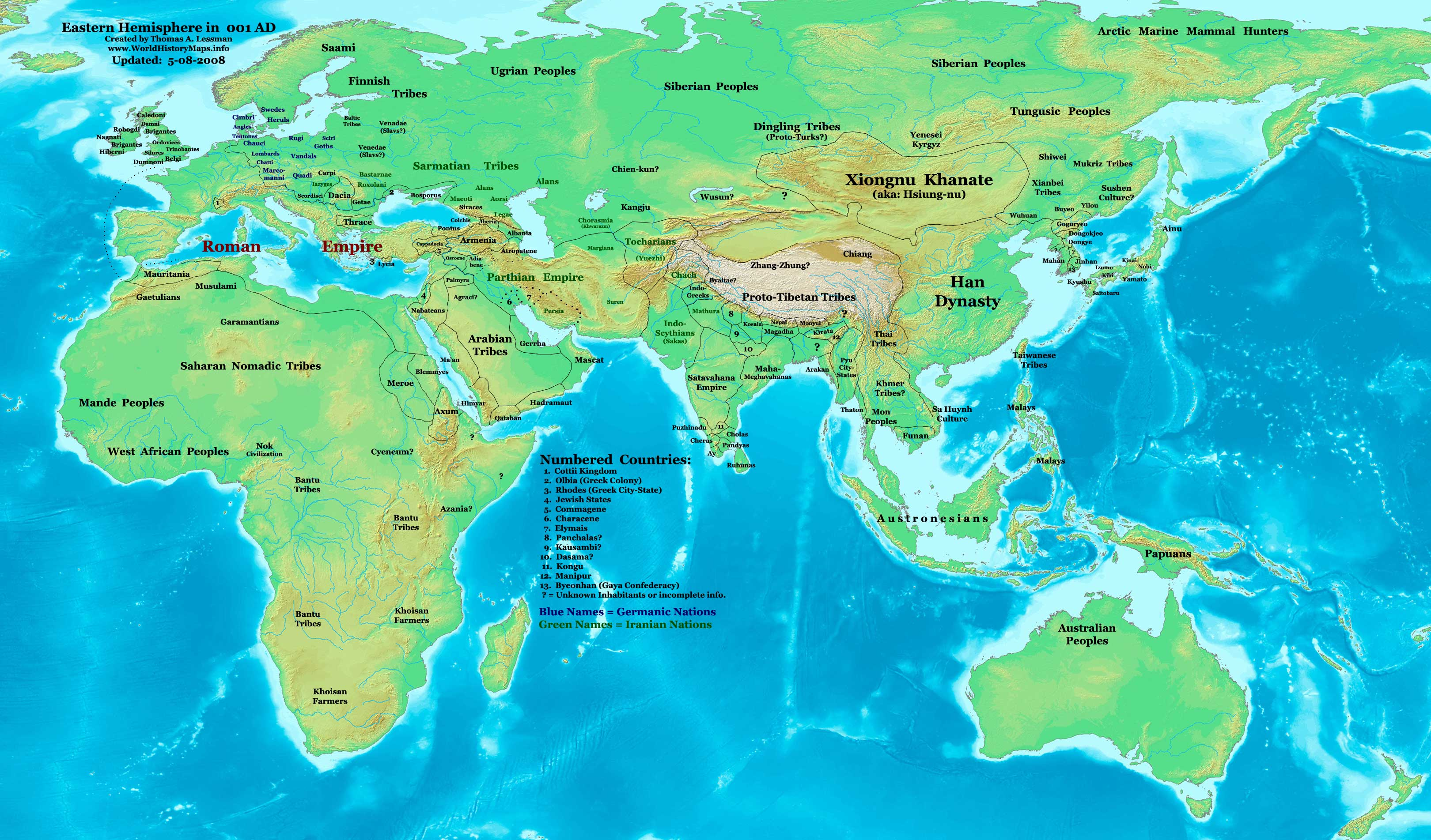
Die östliche Hemisphäre zu Ende des 1. Jahrhunderts v. Chr.

Das 1. Jahrhundert v. Chr. begann am 1. Januar 100 v. Chr. und endete am 31. Dezember 1 v. Chr. Es ist Teil der Antike.

## Zeitalter/Epoche
- Chinas Macht verfällt nach dem Tod des großen Han-Kaisers Wu zusehends; am Ende des Jahrhunderts liegt die faktische Macht in den Händen des aufstrebenden Hofbeamten Wang Mang.

## Ereignisse/Entwicklungen
- Die Römische Republik wird zum Römischen Reich.
- 89–63 v. Chr.: Mithridatische Kriege
- 58–51/50 v. Chr.: Gallischer Krieg – Eroberung des „freien Gallien“ durch den römischen Feldherrn (und späteren Alleinherrscher) Gaius Iulius Caesar
- In der Schlacht bei Carrhae 53 v. Chr. kommt es zu einer vernichtenden Niederlage der Römer durch die Parther.
- Im Römischen Reich werden zahlreiche Wasserleitungen zur Versorgung der Städte gebaut.
- Rom entwickelt sich zur Großstadt mit zahlreichen Tempeln, Kaiserpalästen, Villen, Bürgerhäusern und Ingenieurbauten.
- 31 v. Chr.: Mit der Schlacht bei Actium und Antonius’ Niederlage gegen den späteren Kaiser Augustus und dem Ende der Herrschaft Kleopatras wird Ägypten zur römischen Provinz Aegyptus.
- Geburt Jesu von Nazaret (um 6 v. Chr.)
- 16 v. Chr.: Die Römer gründen Augusta Treverorum (lat. für „Stadt des Augustus im Land der Treverer“), das heutige Trier
- 15 v. Chr.: Augsburg, Gründung als römisches Legionslager (lat. Augusta Vindelicorum)

## Persönlichkeiten
- Marcus Antonius, römischer Feldherr und Politiker
- Augustus, römischer Kaiser
- Kleopatra, ägyptische Königin
- Gaius Iulius Caesar, römischer Feldherr, Staatsmann und Autor
- Cicero, römischer Politiker, Philosoph und Schriftsteller
- Horaz, römischer Dichter
- Ovid, römischer Dichter
- Vergil, Dichter
- Lucius Licinius Lucullus, römischer Politiker und Lebemann
- Albius Tibullus, Dichter
- Sextus Aurelius Propertius, Dichter
- Titus Livius, römischer Geschichtsschreiber zur Zeit des Augustus
- Cornelius Nepos, römischer Historiker
- Catull, römischer Poet
- Strabon, griechischer Historiker und Geograph
- Spartacus, aufständischer römischer Sklave
- Vitruv, römischer Baumeister, Architekt, Ingenieur und Schriftsteller
- Lukrez, römischer Dichter und Philosoph
- Publius Quinctilius Varus, römischer Feldherr und Politiker

## Erfindungen und Entdeckungen
- ca. 98 v. Chr.: Die Römer erfinden die Warmluftheizung.
- ab ca. 90 v. Chr.: in Europa wird erstmals Wasserkraft (Wassermühle) zum Mahlen von Korn eingesetzt.
- ab ca. 90 v. Chr.: in Rom kommt das Messer als Essgerät bei Tisch auf.
- Lucius Licinius Lucullus bringt ca. 70 v. Chr. den Edelkirschbaum von Kleinasien nach Europa.
- um 70 v. Chr.: in Rom werden mit Luft aufblasbare Bälle erfunden.
- um 60 v. Chr.: in Rom werden regelmäßige Veröffentlichungen, also eine Art Zeitung, üblich. Etwa zur selben Zeit entwickelt Ciceros Sklave Marcus Tullius Tiro eine eigene Kurzschrift (Stenografie), die Tironischen Noten.
- Varro postuliert winzige Lebewesen als Ursache für Krankheiten (ca. 37 v. Chr.).
- Zum ausgehenden Jahrhundert erfinden die Phönizier in Sidon (Vorderasien) das Glasblasen.

## Bauwerke
- 18 v. Chr. / 17 v. Chr.: Baubeginn der Römerbrücke in Trier[1]
- 13 v. Chr.: Vollendung des Marcellustheaters in Rom, dem mit 10–15.000 Plätzen größten Theater der Stadt.